# Jack O'Callahan
John J. O'Callahan, detto Jack (Charlestown, 24 luglio 1957), è un ex hockeista su ghiaccio statunitense.

## Palmarès

### Olimpiadi invernali
- 1 medaglia:
  - 1 oro (Lake Placid 1980)